# Фрактальный анализ рынка
Фрактальный анализ рынков — направление анализа валютного и фондового рынка. Родоначальником фрактального анализа рынков является Бенуа Мандельброт, описавший теорию в своей книге в соавторстве с Ричардом Л. Хадсоном «(Не)послушные рынки: фрактальная революция в финансах.»
Следующим исследователем, внесшим вклад в развитие фрактальной теории рынка, является Эдгар Петерс.
Фрактальный анализ рынков, в отличие от теории эффективных рынков, постулирует зависимость будущих цен от их прошлых изменений. Таким образом, процесс ценообразования на рынках глобально детерминирован, зависим от «начальных условий», то есть прошлых значений. Локально же процесс ценообразования случаен, то есть в каждом конкретном случае цена имеет два варианта развития. Фрактальный анализ рынков напрямую исходит из фрактальной теории и заимствует свойства фракталов для получения прогнозов.
Основные свойства фракталов на рынке:
- Рыночные диаграммы обладают фрактальной размерностью.Фрактальная размерность рыночной диаграммы всегда 1<D<2
- Рыночные диаграммы обладают свойством масштабной инвариантности или скейлинга. Разные временные интервалы самоподобны.
- Рыночные диаграммы всегда образуют определенную структуру, обладающую уникальными свойствами.
- Рыночные фракталы обладают «памятью» о своих «начальных условиях».

Первым практиком, который применил фрактальную теорию при анализе финансово-сырьевых рынков, стал Билл Вильямс. Впоследствии, его метод фрактального анализа рынка широко распространился во многих странах. Этому способствовали такие его работы, как «Торговый Хаос», «Новые измерения в биржевой торговле», «Торговый Хаос второе издание». Со временем, многие невнимательные трейдеры и аналитики посчитали, что за красивым названием кроется скорее грамотный пиар ход автора, чем реальное использование фракталов на рынке. Основная ошибка, которая приводит к искажению результатов анализа заключается в неправильном толковании понятия «преодоления фрактала». Неоднозначность фрактального анализа прекращается, если слово «преодоление» понимать не как прокол ценой фрактального уровня, а как пробой подтвержденный закрытием цены выше или ниже фрактального уровня.
В России первым автором и последователем фрактальной теории, как стратегии на финансовых рынках, является Алмазов Алексей Александрович. Им была предложена фрактальная функция Вейерштрасса-Мандельброта (эта функция не разрабатывалась Мандельбротом, а является составляющей математической программы Fractan) в качестве реальной модели ценовых значений для выявления графических циклов (моделей). На практических примерах автор в достаточно подробной форме раскрывает сложные математические понятия, такие как: начальные условия, аттрактор, непериодический цикл, размерность и многие другие, применительно к графической структуре рынка. В отличие от других авторов, Алмазов постоянно развивает направление фрактального анализа как самостоятельного инструмента для анализа рыночных цен, об этом свидетельствуют новые разработки и многолетний успешный стаж работы в качестве аналитика финансовых рынков. Из недостатков теории, разработанной Алмазовым, можно указать на то, что в данном подходе пока слабо используется математический аппарат для прогнозирования цен.
В российской форумной среде можно найти попытки применения фрактальной теории на рынке. В основном, используется наследие Бенуа Мандельброта и его математический аппарат.